# Списък на психотерапиите
Това е списък на някои от най-известните психотерапии.

## А
- Аналитична психология
- Арт терапия
- Автогенен тренинг

## Б
- Брачно консултиране
- Биодинамична психотерапия
- Биоенергетичен анализ

## В
- Вегетативна терапия

## Г
- Гещалт терапия
- Гещалт теоретична психотерапия
- Групов анализ
- Групова терапия

## Д
- Детска психотерапия
- Дълбинна психология

## Е
- Енкаунтър група
- Екзистенциална терапия
- Екпресивна терапия

## И
- Игрова терапия
- Интегрална психотерапия

## К
- Краткотрайна терапия
- Клиент-центрирана психотерапия
- Краткотрайна терапия фокусирана върху решението
- Когнитивна аналитична психотерапия
- Когнитивна поведенческа терапия
- Когнитивно-поведенческа психотерапия

## Л
- Логотерапия

## M
- Междуличностна психоанализа
- Междуличностна психотерапия
- Метод на нивата (MOL)
- Мултимодална терапия
- Мултитеоретична психотерапия
- Музикотерапия
- Метод на Гринберг

## Н
- Невролингвистично програмиране (НЛП)

## П
- Поведенческа терапия
- Позитивна психология
- Позитивна психотерапия
- Първична терапия
- Психеделична психотерапия
- Психоанализа
- Психодрама
- Психодинамична психотерапия
- Психосинтез
- Психотерапия на обектните отношения
- Психотерапия базирана на интернет

## Р
- Рейки
- Райхианска психотерапия
- Рационално-емоционална поведенческа терапия (REBT)
- Рационално-емотивна поведенческа терапия

## С
- Сензомоторна психотерапия
- Социална терапия
- Соматична психология
- Систематична терапия
- Схема терапия

## Т
- Телесна психотерапия
- Т-групи
- Терапия на Морита
- Трансакционен анализ (TA)
- Трансакционна психотерапия (TP)
- Трансперсонална психология
- Танцова терапия

## Ф
- Фамилна констелация
- Фамилна терапия
- Феминистка терапия
- Функционална аналитична психотерапия (ФАП)

## Х
- Хуманистична психология
- Хипнотерапия
- Холистична психотерапия
- Холотропно дишане

## Ц
- Центрирана върху преноса психотерапия